# Адлан II
Адлан II (*араб. عدلان الثاني; д/н — 1789) — 21-й макк (султан) Сеннару в 1776—1789 роках. Мав прізвисько Абу Гуедері («Батько віспи»), отрмиане за  те, що його обличчя було вкрито дрібними цяткаминаче після віспи.)

## Життєпис
Походив з династії Фунджі. Син макка Баді IV. У 1762 році брав участь у заколоті проти брата Насіра, що призвело до тривалої боротьби з іншим братом Ісмаїлом та Мухаммадом Абу аль-Кайліком з клану Хамадж, що набув значної ваги.
1776 року Адлан II захопив владу. Втім мусив постійно придушувати заколоти та продовжити боротьбу з кланом Хамадж, представник якого Баді уад Раджаб (небіж Мухаммада Абу аль-Кайліка) фактично захопив посаду  візира завдяки потужному війську, зяким прибув з Ель-Обейду до Сеннара. Арабські шейхи з племені абдалабі захопили владу на півночі. Область навколо місто Донгола підкорядкувалася мамлюцькому правителю Єгипта Ібрагім-бею. Для послаблення абдалабі Баді уад Раджаб розділив їх володіння на декілька частин, призначивши до кожної власного шейха. При цьому спровокував протистояння між Омаром уад  Абдаллахом і Мухаммадом аль-Аміном за владу над  усім племенем абдалабі. Також візир втрутився усправу спадкоємства в племені Хашм ель-Бахр.
Спільно з Мухаммадом аль-Аміном, шейхом арабів-абдалабі з аль-Каррі, виступив проти візира Баді улад Раджаба. 1780 року того було переможено у битві. Втім посаду візира та вплив отримав небіж загиблого — Раджаб (син Мухаммеда Абу аль-Лікайліка), що взяв титул візира. Втім той втратив значний вплив після невдалого походу до Кордофану у 1785 році.
1787 року Аблан II виступив проти візира Раджаба улад Мухаммеда, який підтримав заколотника Мухаммада Маждуба. Втім у битві біля Ет-Тарасу макка завдав супротивникам рішучої поразки. Але боротьбу продовжив Насір улад Мухаммад, брат загиблого. Невдовзі змусив Насіра, брата Раджаба улад Мухаммеда, відмовитися від спадкового титулу візира. Водночас намагався налагодити відносини з яничарами та мамлюками Єгипту, видавши за Аль-Тахір-агу свою доньку Хадіджу.
Втім 1788 року Насір улад Мухаммед повстав на півночі. 1789 року Адлан II зазнав поразки в битві біля Інтеррахни й загинув (потонув у Нілі). Йому спадкував Авкал. З цього часу фактична влада перейшла до клану хамадж, представники якого боролися між собою до 1808 року.